# USS Congress (1776)

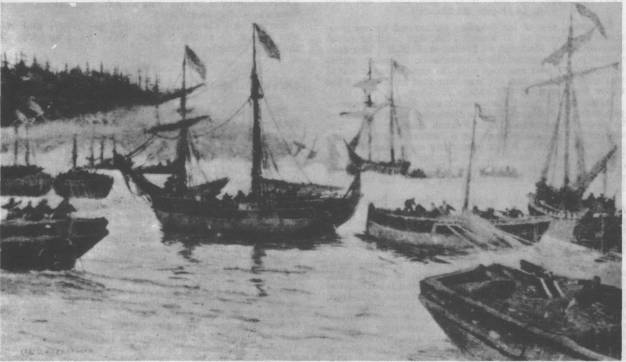
USS Congress (1776)

De USS Congress (1776) was een galei en een kanonneerboot, die diende in de Amerikaanse Koloniale Marine, tijdens de Amerikaanse Onafhankelijkheidsoorlog.
De galei, die geroeid werd door vrijwillige roeiers in plaats van ook gebruik te maken van haar zeilen, heeft gedurende een week gevochten tegen de Britten voor de Amerikaanse Marine het zelf in brand stak.

## Gebouwd in New York in 1776
De galei werd gebouwd, onder leiding van brigadegeneraal Benedict Arnold in Skenesborough, (nu Whitehall), in 1776 voor een vloot, waarmee men van plan was om de Britse opmars naar het zuiden van Lake Champlain tot staan te brengen.

## Amerikaanse Revolutiedienst
De "USS Congress" en haar bemanning van 80 manschappen voer mee met Arnolds vloot op 6 oktober 1776, als deelnemend vlaggenschip tijdens de Slag bij Valcour Island op Lake Champlain, waar ze in dat jaar, op 11 tot 13 oktober, vochten tegen de Engelsen. Gedurende de eerste dagen van strijd liep ze averij op in haar scheepsromp, mast en ra's door het scheepsgeschut van de Britse strijdmacht.
Op 12 oktober was de Amerikaanse Continentale Vloot nog hoopvol, maar een verdere vernietiging van hun schepen door de Britten noodzaakten hen voor de terugtocht en voor een mogelijke ontsnapping naar Crown Point, New York. Ze laveerden tussen de Britse scheepslinies onder dekking van de duisternis. Maar bij de oversteek, de volgende dag naar Split Rock werd de "USS Congress" zodanig zwaar beschadigd, dat Arnold genoodzaakt werd het schip in brand te steken en met een ander schip te ontsnappen. Veel beschadigde schepen werden in brand gestoken om te voorkomen dat ze in Britse handen zouden vallen.

## Missie niet volbracht
Hoewel meer dan 20 van haar bemanningsleden werden gedood en de "USS Congress" zichzelf had vernietigd, was de missie van het galeischip en van de rest van de vloot niet volbracht. De Britten hadden ook verliezen geleden. De opmars van de Britten werd uitgesteld, omdat landoperaties niet doenbaar waren door de plotse winterprik. De Britten trokken zich terug naar Canada om daar de winter door te brengen.
De Amerikanen gebruikten hun tijd, om een beter uitgerust leger op de been te brengen. Dat bracht de Britse opmars tot staan in de Slag bij Saratoga, New York op 17 oktober 1777. Deze zege kwam er mede doordat de Franse Marine meevocht aan de zijde van de jonge Republiek.

## USS Congress (1776)
- Type: Galei - (Vrijwillig geroeide kanonneerboot) - United States Navy
- Gebouwd: 1776 in Skenesborough, New York
- In dienst gesteld: 6 oktober 1776
- Uit dienst gesteld: 13 oktober 1776
- Feit: Eigenhandig in brand gestoken en tot zinken gebracht

### Algemene kenmerken
- Waterverplaatsing: 123 ton
- Lengte: 72,2 voet - 22 m
- Breedte: 19,7 voet - 6 m
- Diepgang: 6,2 voet - 1,88 m
- Voortstuwing: Geroeid door mankracht - eveneens mogelijk gezeild
- Bemanning: 80 officieren en manschappen

### Bewapening
- 2 × 18-pounder kanonnen, dus met kanonskogels van 8 kg
- 2 × 12-pounder kanonnen, dus met kanonskogels van 6 kg
- 4 × 6-pounder kanonnen, met kanonskogels van 4 kg